# Dock Junction
Dock Junction – jednostka osadnicza w Stanach Zjednoczonych, w stanie Georgia, w hrabstwie Glynn.